# Cheilopora praelucida
Cheilopora praelucida är en mossdjursart som först beskrevs av Walter Douglas Hincks 1888.  Cheilopora praelucida ingår i släktet Cheilopora och familjen Cheiloporinidae. Inga underarter finns listade i Catalogue of Life.